# خيرمان بازوالدو
خيرمان بازوالدو (بالإسبانية: Germán Basualdo)‏ هو لاعب كرة قدم أرجنتيني في مركز الدفاع، ولد في 7 مارس 1984 في بوينس آيرس في الأرجنتين. لعب مع أرجنتينوس جونيورز وتشاكاريتا جيونيورز وتيرو فيديرال وجيمناسيا لابلاتا ولوس أنديس ونادي ألميرانته براون ونادي بونتيفيدرا ونويفا شيكاجو.

## وصلات خارجية
- خيرمان بازوالدو على موقع إي إس بي إن إف سي (الإنجليزية)
- خيرمان بازوالدو على موقع قاعدة بيانات كرة القدم.إي يو (الإنجليزية)
- خيرمان بازوالدو على موقع Soccerway.com (الإنجليزية)